# Friedrich Eigler
Friedrich Eigler (* 22. Juli 1940 in Falkenau an der Eger, Reichsgau Sudetenland; † 16. Januar 2025 in Weißenburg) war ein deutscher Gymnasial- und Hochschullehrer. Sein Forschungsschwerpunkt war die historische Geographie Bayerns.

## Leben
Friedrich Eigler kam als jüngerer Sohn des Oberamtsrichters Franz Eigler im Sudetenland zur Welt. Nach der Vertreibung der Deutschen aus der Tschechoslowakei lebte die Familie in Heidenheim (Mittelfranken) und ab 1949 in Weißenburg in Bayern. Der Vater wirkte am Amtsgericht Weißenburg i. Bay.
Eigler studierte ab 1960 an der Ludwig-Maximilians-Universität München und an der Technischen Hochschule München Geographie, Anglistik und Bayerische Geschichte. 1968 kam er als Studienassessor an das Werner-von-Siemens-Gymnasium Weißenburg. Er wurde 1971 zum Studienrat, 1976 zum Oberstudienrat und 1990 zum Studiendirektor ernannt. 1973 wurde er in München zum Dr. phil. promoviert. 1980 folgte ein Lehrauftrag an der Katholischen Universität Eichstätt-Ingolstadt. 1997 habilitierte er sich. In Eichstätt wurde er 1998 Privatdozent und 2004 apl. Professor. Er war verheiratet und hat zwei Kinder.
Friedrich Eigler verstarb am 16. Januar 2025.

## Werke
- Die früh- und hochmittelalterliche Besiedlung des Altmühl-Rezat-Rednitz-Raums (= Habilitationsschrift, Eichstätter Geographische Arbeiten). München/Wien 2000. ISBN 978-3-89019-488-2.
- Pappenheimer Grafendörfer. Treuchtlingen 1998. ISBN 978-3-924828-88-2.
- Die Entwicklung von Plansiedlungen auf der südlichen Frankenalb (= Dissertation). München 1975. ISBN 978-3-7696-9893-0.
- Schwabach (Historischer Atlas von Bayern). München 1990.